# SMS-маркетинг
SMS-ма́ркетинг — маркетинг за допомогою послуги SMS (англ. Short Message Service — «послуга текстових повідомлень» у мережах операторів мобільного зв'язку).
Такий маркетинг передбачає поширення маркетингової інформації про товар чи послугу шляхом надсилання її через SMS на мобільні телефони абонентів-споживачів. За рахунок своєї інтерактивності (можливості отримання зворотного зв'язку від споживача) та поширеності SMS-маркетинг вважається[ким?] ефективним способом прямої комунікації зі споживачем і є одним із інструментів так званого прямого маркетингу.
SMS-маркетинг буває двох типів: англ. push («пхати») і англ. pull («притягати»). У першому випадку рекламодавець інформації сам ініціює її надсилання споживачу (наприклад, шляхом SMS-розсилки по базі даних мобільних телефонів). У другому випадку комунікацію ініціює сам споживач, коли в результаті побаченої в мас-медіа реклами він надсилає SMS-повідомлення на короткий номер мобільного оператора, наприклад на 104105. В такому випадку у відповідь споживач отримує SMS-повідомлення з інформацією від рекламодавця.
Мобільні оператори в Україні обмежують push-кампанії зовнішніх рекламодавців на телефони своїх абонентів, оскільки самі активно користуються SMS-розсилками для реклами своїх послуг. Масові SMS-розсилки без попередньої реєстрації абонентів, на думку мобільних операторів, можуть дратувати абонентів і знижувати ефективність цього маркетингового інструменту. Тому рекламодавець для здійснення SMS-розсилки за базою споживачів через їхнього мобільного оператора повинен отримати у нього дозвіл на таку розсилку. Хоча є шляхи здійснити SMS-розсилку і без дозволу мобільного оператора, через SMS-шлюзи інших компаній. Через таку політику операторів переважна більшість рекламних SMS-акцій в Україні є pull-кампаніями. Хоча з початку 2007 року ситуація почала змінюватися, коли вслід за оператором Київстар, оператор UMC ввів політику комерційних SMS-розсилок. Таким чином, зараз на ринку є ряд компаній, які мають відповідне спеціальне забезпечення, угоди з операторами мобільного зв'язку і можуть здійснювати масові SMS-розсилки рекламного характеру.